# 염색체 역위

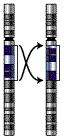
염색체 역위

염색체 역위(染色體逆位, chromosomal inversion)는 유전자 재조합 과정에서 염색체의 일부 구간이 뒤집혀 일어나는 돌연변이이다. 염색체 역위는 생물의 발생에 영향을 주어 신체 기관의 형성을 변화시킬 수 있다.

## 개요
염색체가 역위된 부분에 중심절이 포함되면 완간 역위, 그렇지 않으면 완내 역위로 구분된다. 완간 역위의 경우 중심체를 포함하므로 끊어진 부분이 장완과 단완에서 각각 발생하므로 발생부위를 46,XY,inv(3)(p23q27)와 같이 나타내고, 완내 역위는 장완 혹은 단완 내에서만 절단되므로 46,XY,inv(1)(p12p31)와 같이 나타낸다.

## 질병
염색체 역위는 균형 재배열을 나타내는 염색체의 구조적 이상 중 하나로 대부분 정상 표현형을 나타내게 된다. 그러나 생식 세포의 감수분열 단계에서 역위 고리를 만들면 염색체의 결실 또는 중복을 보이는 재조합염색체가 형성되어 자녀에서 비정상 표현형을 나타낼 수 있다. 4번 염색체의 구조적 이상에 동반된 4p결실은 울프-허쉬호른 증후군을 초래할 수 있다.
부모가 역위 보인자일 경우 자식 세대에 염색체 이상이 일어날 확률이 매우 높아진다. 한편, 역위 보인자가 임신할 확률이나 아이에게 위험이 나타날 확률은 역위 부위가 어디인지 얼마나 많은 부분이 역위되었는지에 따라 달라진다. 예를 들면 Inv(9)와 Inv(2)와 같은 역위형은 경우 많은 사람들이 갖고 있지만 임상소견이 없어 정상 변이형으로 판단하며, 임신이나 태아에 아무런 영향을 주지 않는다.
역위를 포함하는 염색체의 구조적 이상에도, 대부분 정상 표현형을 나타낼 수 있는 근본적인 이유는 염색체가 곧 유전자는 아니기 때문이다. 이는 마치 컴퓨터의 하드디스크(염색체)가 외관상 변형되었음에도 저장되어 있는 정보들(유전자)이 파괴되지 않았다면 그 정보들을 큰 문제없이 활용할 수 있는 경우와 그 맥이 통한다.

## 같이 보기
- 돌연변이
- 유전자 재조합
- 염색체
- 유전체
- 염색체이상